# An Sơn, Nam Sách
An Sơn là một xã nằm ở phía tây huyện Nam Sách, tỉnh Hải Dương, Việt Nam.

## Địa lý

### Vị trí địa lý
Xã An Sơn nằm ở phía tây huyện Nam Sách có vị trí địa lý:
- Phía bắc giáp xã Hiệp Cát
- Phía nam giáp xã Nam Hồng
- Phía đông giáp xã Nam Chính, Nam Trung
- Phía tây giáp xã Thái Tân
- Phía tây bắc giáp sông Thái Bình.

Xã An Sơn có diện tích 5,38 km², dân số năm 1999 là 5.174 người, mật độ dân số đạt 962 người/km².

### Điều kiện tự nhiên
Tài nguyên đất: Đất phù sa do sông Thái Bình bồi đắp.
Sông ngòi: Sông Thái Bình là ranh giới phía tây bắc của xã.

## Hành chính
Xã An Sơn được chia thành 5 thôn: An Giới, Cõi (Dục Đại: Dục Trì và Dục Trị), Quan Sơn, Hưng Sơn, Nhuế Sơn (Nuôi).

## Lịch sử
Trước đây thuộc tổng An Dật, huyện Thanh Lâm.

## Kinh tế
Kinh tế chủ yếu là nông nghiệp trồng lúa nước và hoa màu.
Tốc độ tăng trưởng kinh tế: Tăng theo tốc độ tăng trưởng chung của huyện và tỉnh.

## Giáo dục
Các trường học trên địa bàn xã:
- Trường MN xã An Sơn
- Trường TH xã An Sơn
- Trường THCS An Sơn.